# Medborgartorget

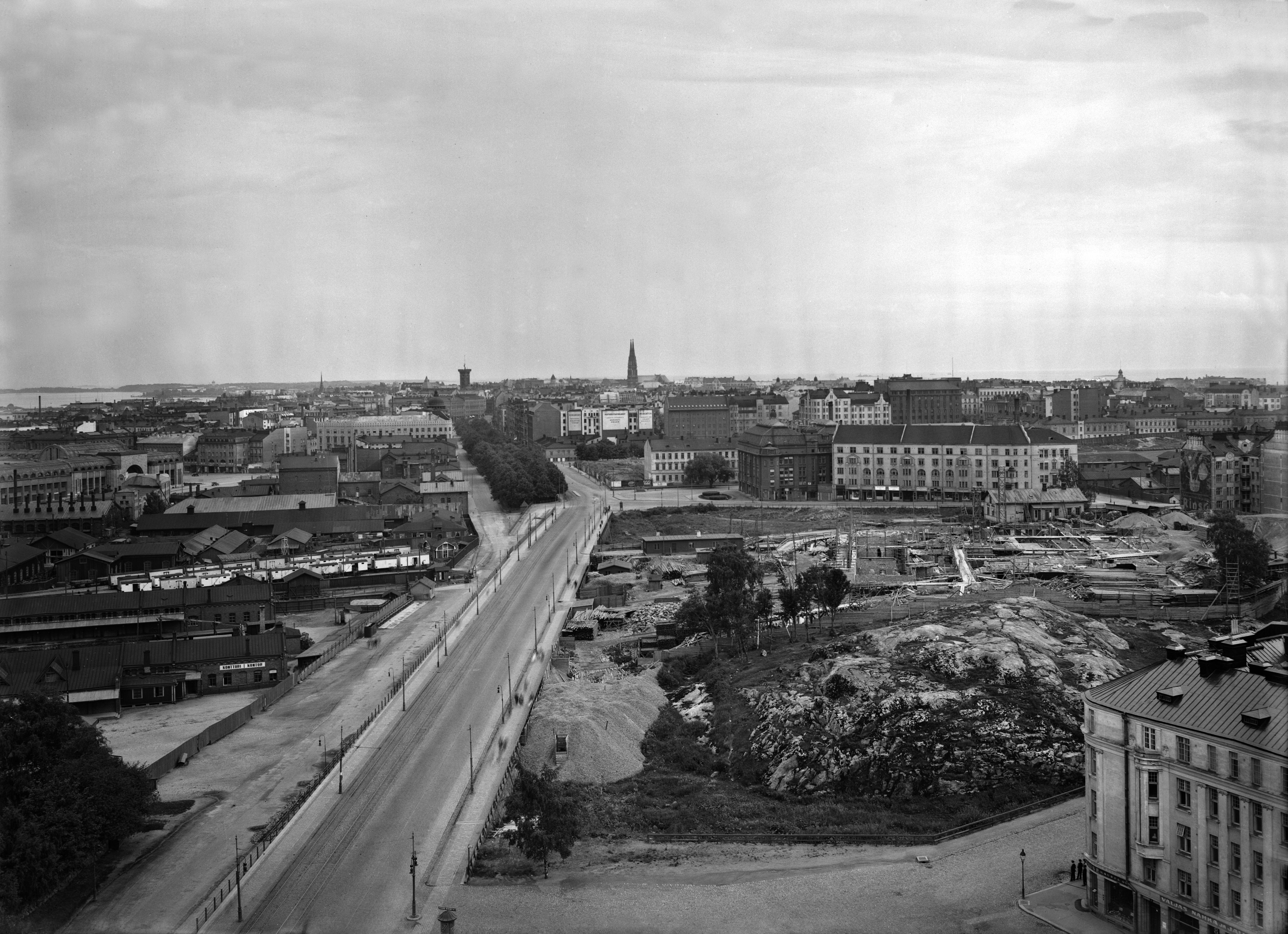
Mannerheimvägen, med bangårdsområdet där Medborgartorget ligger, till vänster, 1927

Medborgartorget (finska: Kansalaistori) är ett torg i Gloet i Helsingfors. Torget anlades på 2000-talet på Helsingfors tidigare bangårdsområde.
Medborgartorget avgränsas i söder av Kiasma och Sanomahuset. Mellan dessa byggnader ligger det lilla torget Tekla Hultins plats, som är anslutet norrut till Medborgartorget och söderut till Mannerheimplatsen. I norr och delvis i väster gränsar platsen till Musikhuset. På andra sidan av Mannerheimvägen ligger Riksdagshuset.
På den östra sidan av Medborgartorget ligger Helsingfors centrumbibliotek Ode. Strax norr om platsen ligger den lilla Magasinsparken, som rymmer bland annat en basketplan och en lekplats. Tillsammans med Tölöviksparken bildar Medborgartorget ett sammanhängande parkområde upp till Tölövikens södra strand, vilket dock korsas av Tölövikengatan.
Gång- och cykelstråket Banan, som är anlagt i det tidigare schaktet för Helsingfors hamnjärnväg, leder västerut från Medborgartorget. Den korta Eero Erkkos gata leder till Tölövikengatan mellan Sanomahuset och Centralbiblioteket öster om torget. Som en förlängning av Eero Erkkos gata intill Helsingfors centralstation anläggs (2023) Kajsatunneln, ett gång- och  trafikstråk, som ska förbinda Banan och Medborgartorget med Kajsaniemiparken i en tunnel.

## Historik
I början av 1800-talet låg området under vatten och utgjorde den västra delen av Gloviken, vilken sträckte sig söderut från Tölöviken. Finlands första järnväg från Helsingfors till Tavastehus färdigställdes 1862 och bangården på säckstationen byggdes efter hand ut på utfylld mark till det stora Tölö godsbangårdsområde, vilket sträckte sig ända till Tölövikens strand, och i vars södra ända också VR:s maskinverkstad låg. I slutet av 1800-talet byggdes bland annat VR:s lager på området, varav de sista byggnaderna revs först 2006.
Redan i början av 1900-talet planerades en flytt av godsbangården, och under seklet utarbetades en rad planer för att bygga ut Helsingfors affärscentrum in i området. Den första planen som fick stor uppmärksamhet var Pro Helsingfors-planen som Eliel Saarinen upprättade 1918. De mest kända av de senare planerna är Alvar Aaltos centrumplan för Helsingfors, vars första version publicerades 1961. Av Aaltos plan förverkligades endast Finlandiahuset.
VR:s maskinverkstad flyttade från området på 1950-talet. Dess byggnader revs och lämnade efter sig, tillsammans med delar av det egentliga bangårdsområdet, en ovårdad ödemark i flera decennier. Godsbangården avvecklades i sin helhet först på 1990-talet.
År 1986 anordnades en ny plantävling för området samt för Kampen. Därefter beslöts att bygga samtidskonstmuseet Kiasma, på den södra delen av det tidigare föreslagna stora torget. I den slutliga planen från 2004 ingick Medborgartorget som ett betydligt mindre torg än det som tidigare diskuterats under lång tid.

## Bildgalleri

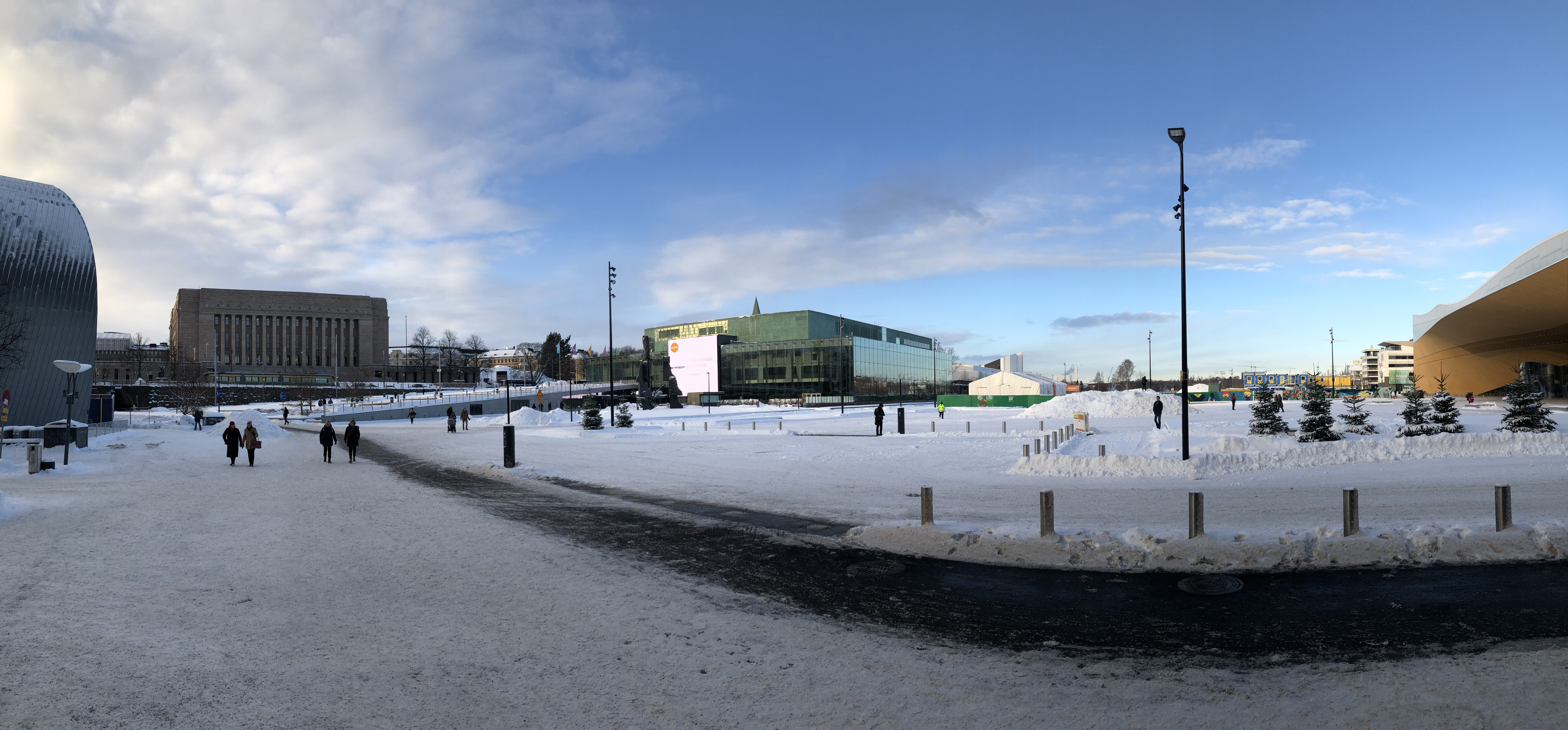
Medborgarplatsen, 2019, med Kiasma, Riksdagshuset, Musikhuset och Helsingfors centrumbibliotek Ode.

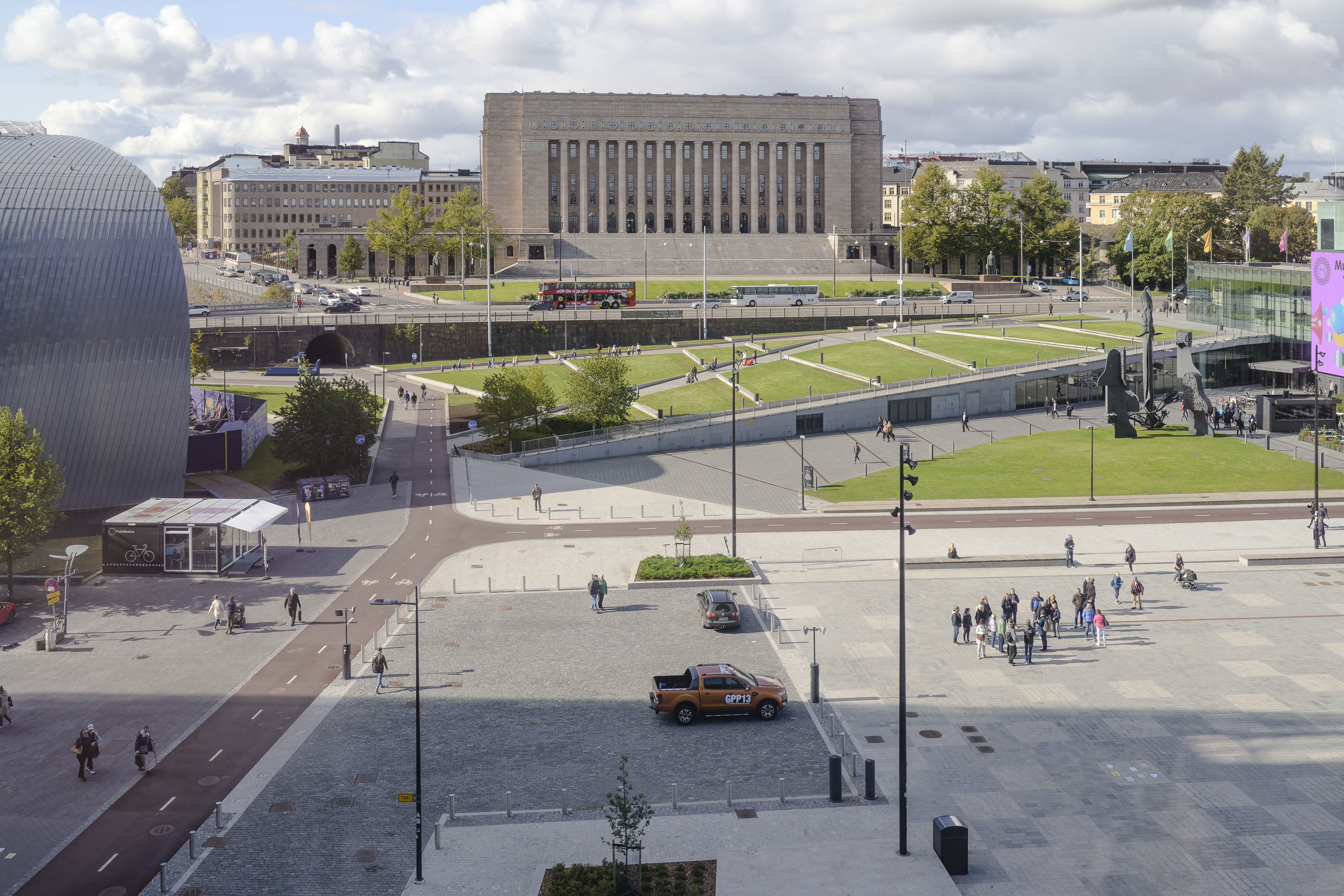
Till vänster Eero Erkkos gata och cykelbanan, som leder till Banan under Mannerheimvägen
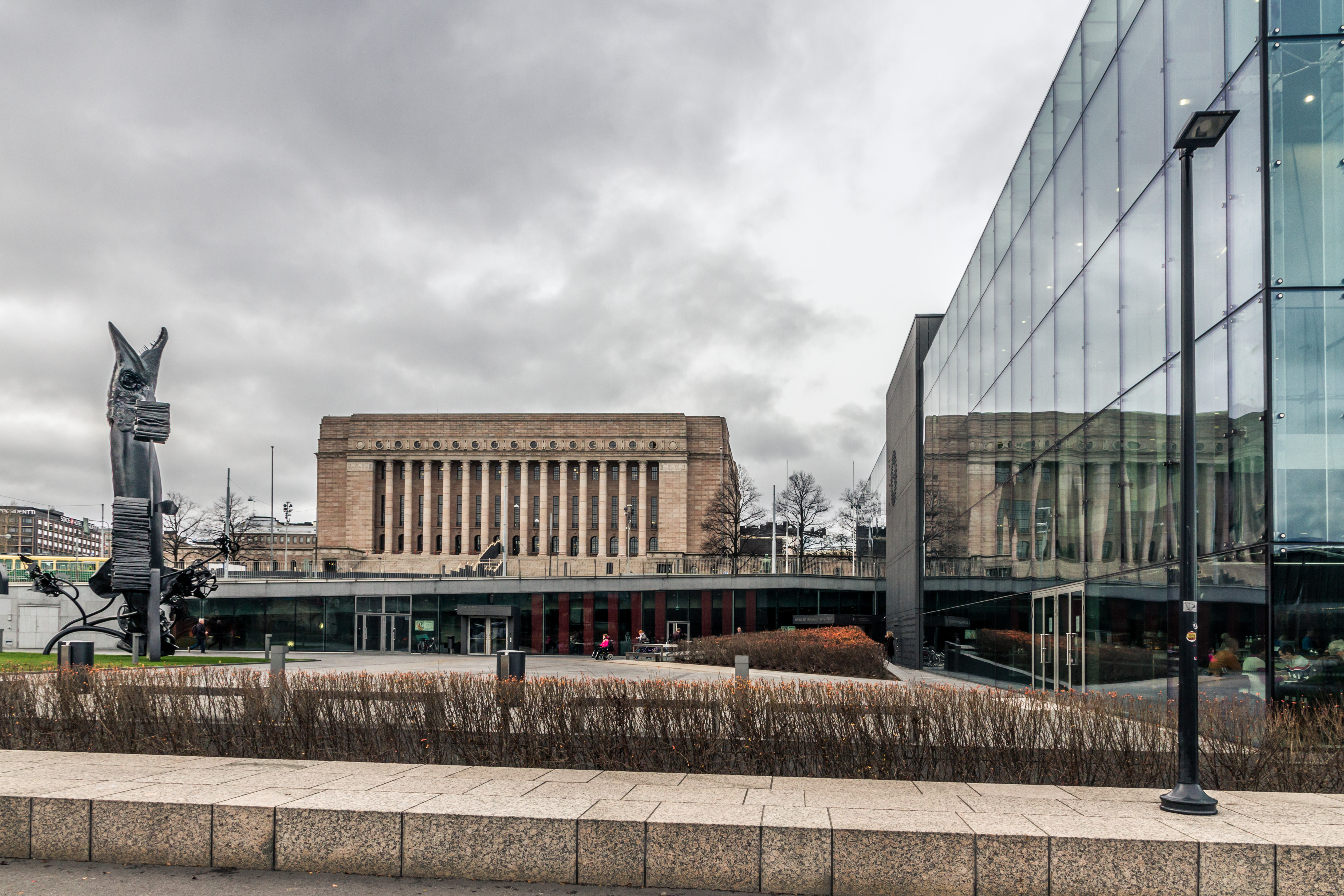
Riksdagshuset med Musikhuset i Helsingfors till höger. Till vänster i bilden står Reijo Hukkanens aluminium- och stålskulptur Laulupuut.
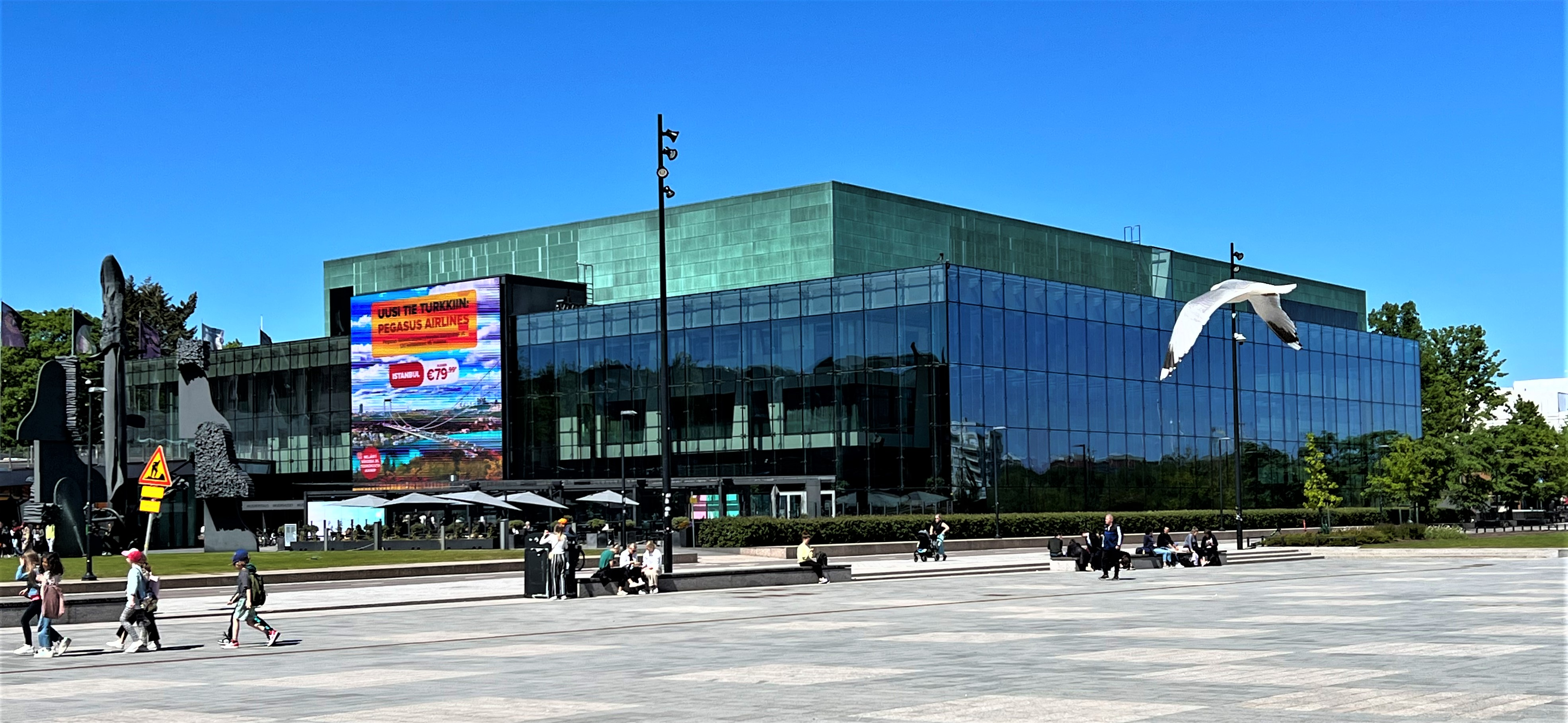
Musikhuset
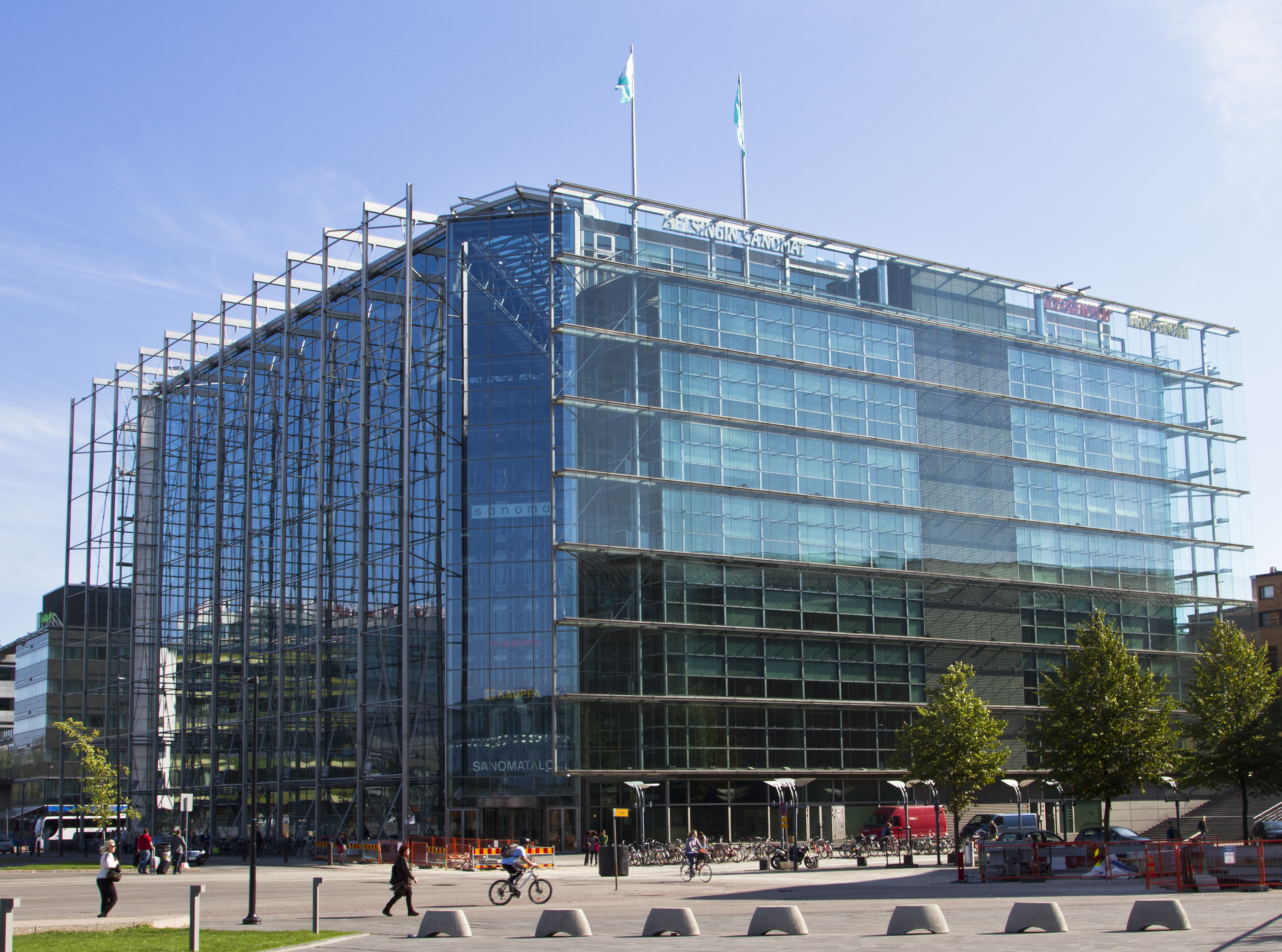
Sanomahuset
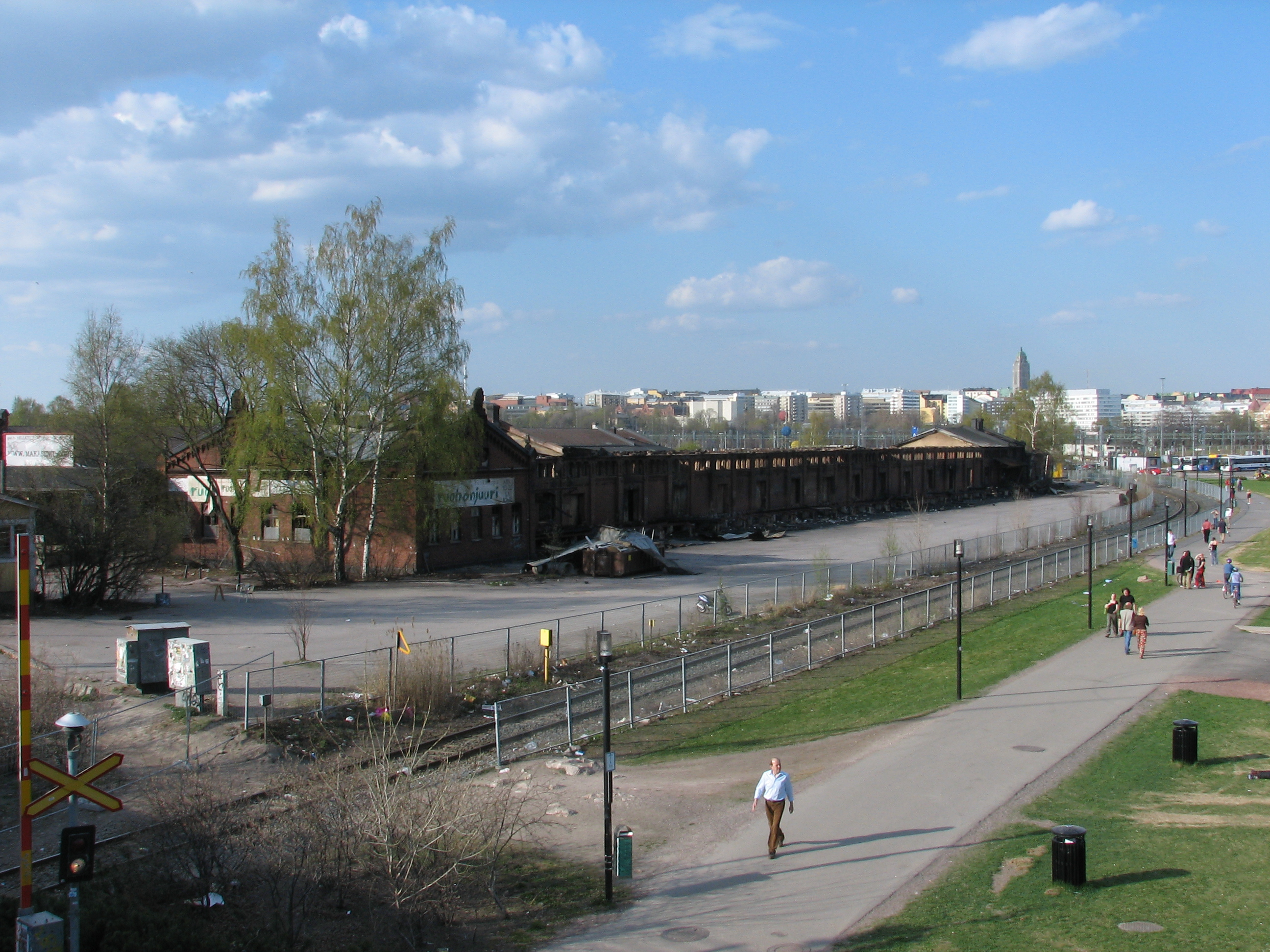
Den tidigare hamnjärnvägens spår och VR:s magasin, 2006
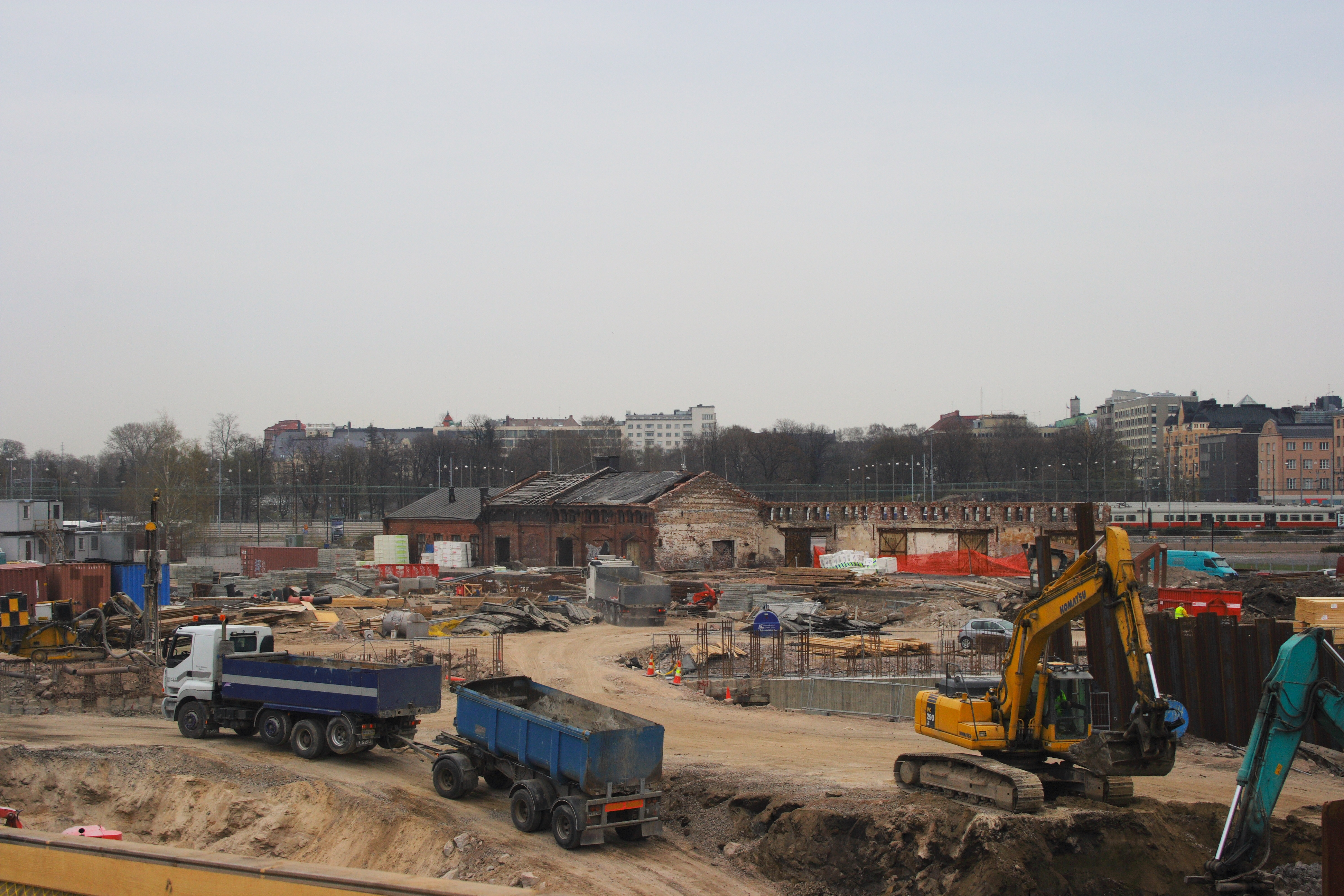
Anläggningsarbete, 2008
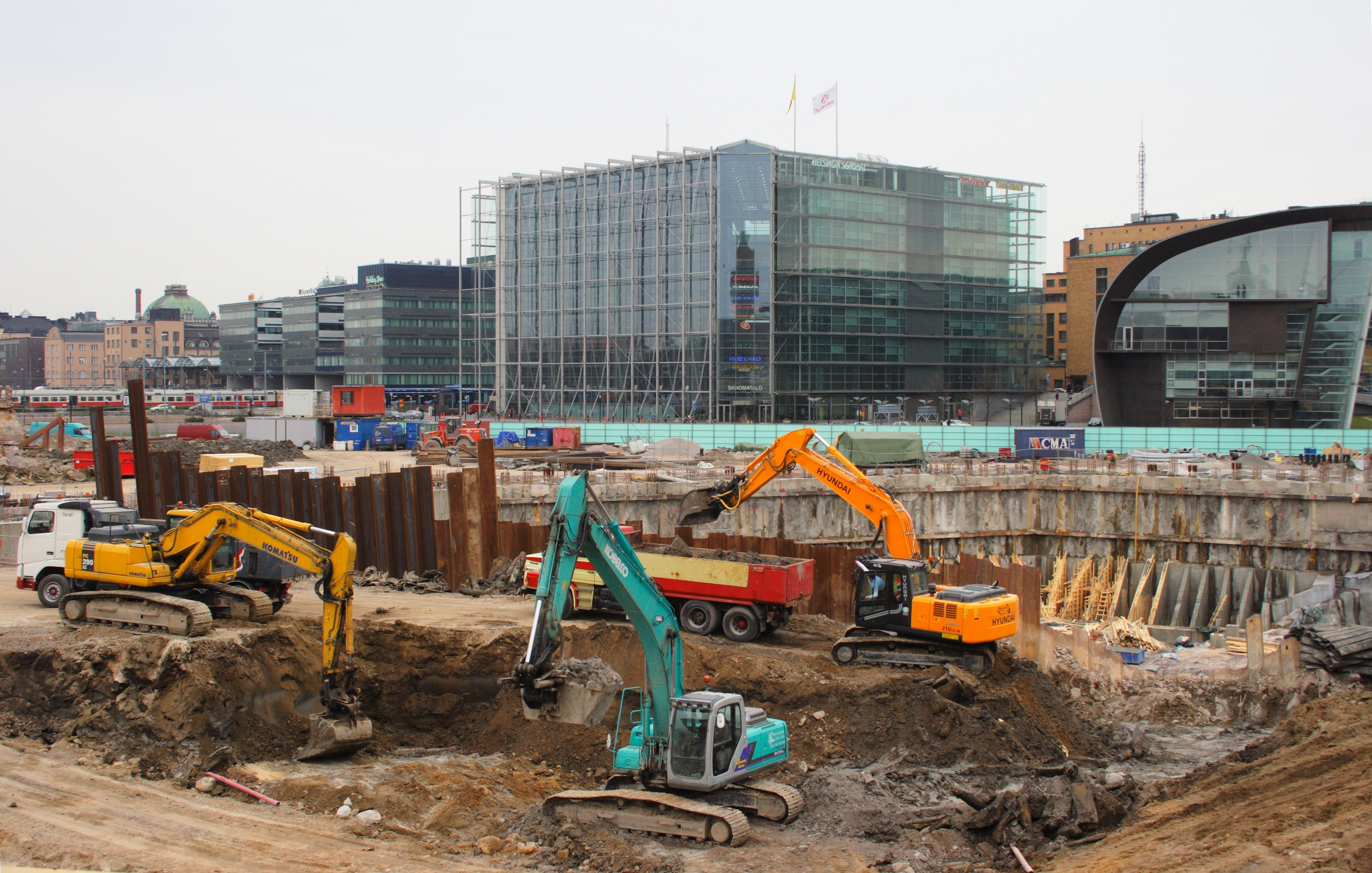
Anläggningsarbete, 2008